# Amajuba
Amajuba (officieel Amajuba District Municipality) is een district in Zuid-Afrika. Voorheen was dit district bekend onder de naam Utrecht.
Amajuba ligt in de provincie KwaZoeloe-Natal en telt 499.839 inwoners.

## Gemeenten in het district[4]
- Dannhauser
- eMadlangeni
- Newcastle